# Sturisomatichthys festivus
Sturisomatichthys festivus — вид риб з роду Sturisomatichthys родини Лорікарієві ряду сомоподібні.

## Опис
Загальна довжина сягає 16,9 см. Голова витягнута, сплощена зверху. Морда видовжена. Очі середнього розміру. Рот невеличкий. Тулуб короткий і стрункий. Хвостове стебло довге. Спинний плавець дуже високий, з короткою основою. Жировий плавець відсутній. Грудні плавці довгі. Черевні плавці невеличкі, широкі. Анальний плавець витягнутий з короткою основою. Хвостовий плавець розділений. Нитки лопатей хвостового плавця доволі довгі, з 7,5 см завдовжки.
Забарвлення темно-коричневого з чорними поперечними смугами від голови до кінця хвостового плавця. Відтінки змінюються від настрою.

## Спосіб життя
Воліє до чистої води, насиченою киснем. Зустрічається у швидкоплинних невеликих річках з кам'янистим дном. Вдень лежить на подовжених коренях. Активний у присмерку. Живиться переважно рослинністю, яку зішкрібає з листя та плаского каміння.

## Розповсюдження
Мешкає у річках, що впадає до озера Маракайбо.